# Antonio Merino Santamaría
Antonio Merino Santamaría (Trigueros del Valle, 4 de mayo de 1949) es un político español del Partido Popular.

## Biografía
Estudió Maestría Industrial y Delineante, siendo más adelante funcionario de carrera del Cuerpo Técnico de la Administración adscrito al Departamento de Urbanismo y Vivienda del Gobierno Vasco donde desarrollaría su trabajo a lo largo de su trayectoria profesional en distintos cargos. Está casado y tiene cuatro hijos.[cita requerida]

### Trayectoria política
En su trayectoria política destaca haber sido miembro fundador de Alianza Popular de Vizcaya en 1977 siendo nombrado secretario general y en 1978 presidente.
En noviembre de 1979, es nombrado presidente de Alianza Popular en el País Vasco, cargo el cual desempeñaría hasta octubre de 1983.

### Fundación Alianza Popular
Alianza Popular se funda en marzo de 1977 por la fusión de varios partidos y asociaciones políticas como Reforma Democrática de Manuel Fraga, Unión del Pueblo Español de Cruz Martínez Esteruelas, Democracia Social de Licinio de la Fuente, Unión Social Popular de Enrique Thomas de Carranza y Acción Regional presidio por Laureano López Rodó. Una fusión de partidos que se convertiría en la Federación de Alianza Popular, a la cual, se incorporarían otros partidos como Acción Democrática Española de Federico Silva Muñoz y Unión Nacional Española de Gonzalo Fernández de la Mora.
Entre el 5 y el 6 de marzo de 1977 se celebra en Madrid el I Congreso Nacional de Alianza Popular. En este primer congreso, AP quedaría constituida como una federación de siete partidos, de entre los cuales, Federico Silva Muñoz, que dirigía Acción Democrática Española, sería elegido presidente y Manuel Fraga, de Reforma Democrática, secretario general. Ese mismo año de 1977, se celebra el primer Congreso provincial de Alianza Popular en Bilbao, congreso del cual saldría elegido presidente del partido por Vizcaya, el diputado al Congreso y abogado portugalujo, Pedro de Mendizábal, el cual se retiraría dos años más tarde de la política activa.
En estos primeros años, el encargado de gestar una Alianza Popular Vasca sería el catalán Miguel Ángel Planas, cofundador de AP de Cataluña, a quien Manuel Fraga había encargado contactar con distintos grupos liberal-conservadores de Euskadi para extender el partido a las tres provincias vascas. Una vez desempañada su función, Miguel Ángel Planas sería  sustituido por el vizcaíno Jesús Pérez Bilbao, empresario y persona inquieta que sería nombrado coordinador general de AP en el País Vasco en 1978 y secretario general adjunto de Alianza Popular, además de presidir Vizcaya. Así pues, Jesús Pérez Bilbao, en su tarea de vertebrar el partido, integraría tanto a Florencio Aróstegui como a Antonio Merino en el organigrama de Alianza Popular de Vizcaya. Antonio Merino sería elegido presidente de Alianza Popular del País Vasco dos años más tarde, en 1979, cargo el cual desempeñaría hasta 1983.

### Comisión de Alianza Popular del Señorío de Vizcaya
En marzo de 1977 su majestad el Rey Juan Carlos recibió en el Palacio de Oriente a una comisión de Alianza Popular de Vizcaya. Esta comisión de “Alianza Popular del Señorío de Vizcaya” estaría presidida por el entonces alcalde de Guecho, Pedro de Zubiría, al cual le acompañarían otros miembros como fueron Antonio Peña, Pedro Mendizábal, Miguel Ángel Planas, Santiago Urquizu entre los cuales, se encontrarían también, Jesús Pérez Bilbao y Antonio Merino. Este recibimiento concedido por el Rey a los representantes de Alianza Popular del Señorío de Vizcaya, sería la primera ocasión en la que aparecen sus miembros y líderes ya definidos y en la cual, se constituyeron como interlocutores válidos en nombre del País Pasco y, en especial, de la población de la provincia de Vizcaya.

### Unión Foral del País Vasco
En diciembre de 1978, una serie de partidos como la Alianza Popular de Manuel Fraga o la Acción Ciudadana Liberal de Areilza entre otros, se agrupan formando una coalición de partidos que se conocería más adelante como Coalición Popular, siglas bajo las cuales, se presentarían como alternativa para las elecciones generales de enero de 1979, integrando tanto a sectores de la derecha progresista como a los socialdemócratas. En el País Vasco, como sustituto a esta coalición, algunos partidos como la Federación Democrática Española (de Fraga, Areilza y Osorío), Demócratas Independientes Vascos (demócratas cristianos) acuerdan presentarse como Unión Foral del País Vasco, que nacería como la alternativa de derecha del País Vasco, frente a UCD, que en junio de 1977 sumó un alto porcentaje de votos de derechas e indecisos. Así pues, Antonio Merino, entonces Presidente de Alianza Popular junto con Jesús Pérez Bilbao participaron en la creación de UFV así como en la elaboración de las candidaturas, siempre buscando caras nuevas con prestigio y valía profesional. Una vez constituida UFV, Pedro Morales Moya encabezaría la lista por Álava, Manuel María Escudero por Guipúzcoa y Luis Olarra por Vizcaya. Unión Foral Vasca no cosechó los resultados esperados no consiguiendo ningún representante, siendo el quinto partido más votado en Álava su mejor resultado. El asesinato de Modesto Carriegas, número dos de la lista de Vizcaya al congreso en las elecciones generales el 13 de septiembre de 1979, así como el posterior asesinato unos días después del exalcalde de Bedia, Luis María Uriarte provocó que fuera muy difícil a UFV encontrar candidatos para rellenar sus listas, llegando a presentarse a las elecciones municipales y a las juntas generales de ese año, pero viéndose en la obligación, más adelante, de retirar las candidaturas por las dificultades que encontró para organizarlas debido a la presión y a la campaña y acciones de las diferentes ramas de ETA,

### Presidente Alianza Popular de Vizcaya (1979- 1990)
En diciembre de 1979 se convoca el II Congreso Provincial donde  Antonio Merino sería elegido presidente provincial de Alianza Popular en Vizcaya. Antonio Merino estaba desempeñando hasta la fecha el cargo de presidente provincial de forma interina. Manuel Fraga, clausuró el II Congreso vizcaíno analizando la situación política y social que se vivía ese momento. Merino sería presidente provincial de Vizcaya hasta el año 1990 cuando fue sustituido en el cargo por Leopoldo Barreda.

### Presidente de Alianza Popular del País Vasco (1979- 1983)
En noviembre de 1980 se celebra en Bilbao, en el cine Astoria el Congreso Regional del País Vasco en el cual sale reelegido como presidente regional Antonio Merino. Este congreso que clausurado también por el entonces presidente nacional de Alianza Popular, Manuel Fraga, se caracterizó por reivindicar medidas excepcionales ante el clima de violencia constante que vive el pueblo vasco. En aquel congreso también se exigiría la transferencia de todas aquellas competencias necesarias para crear unas autonomías eficaces así como la urgencia de convenir el concierto económico integrado por la aportación correspondiente de cada uno de los territorios históricos. Antonio Merino sería presidente regional del País Vasco hasta noviembre de 1983, cuando se convocaría en San Sebastián el III Congreso Regional en el cual saldría elegido Iñigo Otazu como presidente regional mientras que para la secretaría general sería designado Florencio Aróstegui.

### Elecciones al Parlamento Vasco de 1980
Tras los asesinatos de Modesto Carriegas, candidato de Unión Foral y de Luis Uriarte, exalcalde de Vedia y exdiputado a manos de la banda terrorista ETA, la presión del entorno abertzale y la dificultad de poder encontrar candidatos para las listas del UFV, hizo que muchos de los miembros de Alianza Popular se llegaran a plantear  la disolución definitiva del partido aliancista en las provincias vascas. En estas primeras elecciones autonómicas al parlamento vasco del 9 de marzo de 1980, Alianza Popular presentaría como candidato a Lehendakari a Florencio Aróstegui el cual saldría elegido junto con Santiago de Griñó, con un total de 43.751 votos. El primero saldría elegido por la circunscripción de Vizcaya y el segundo por la de Álava. Antonio Merino también formaría parte de la lista por Vizcaya junto a otros personajes como Adrián Castro o Vicente Zorita. En estas elecciones, el partido más Votado fue el PNV seguido por HB y el PSE. Tras una primera votación en la que hubo tres votos nulos, finalmente Garaikoetxea fue elegido lehendakari gracias a los votos del PNV y la ausencia de los parlamentarios de HB. Finalmente, AP pasó de ser un partido a punto de desparecer a conseguir dos parlamentarios y tener presencia en el espectro político vasco en la I Legislatura.

### Elecciones Parlamento Vasco 1984
En las elecciones al Parlamento Vasco de este año, Alianza Popular se presentaría en colación con el PDP y UL formando la Coalición Popular, una coalición que con un total de 100.581 votos, sería la cuarta fuerza más votada logrando un total de siete parlamentarios, cuatro por Álava, uno por Guipúzcoa y dos escaños por Vizcaya con un total de 100.581 votos. El candidato a Lehendakari sería Jaime Mayor Oreja que se presentaría por Guipúzcoa. La candidatura de Vizcaya sería encabezada por Florencio Aróstegui Zubiaurre con Antonio Merino que iría el tercero de la lista por Vizcaya. Estas elecciones del 26 de febrero de 1984, que dieron lugar a las II Legislatura, el partido más votado sería el PNV cuyo candidato era Carlos Garaicoechea, el cual, en el mes de diciembre de ese mismo año, pondría su cargo a disposición, siendo sustituido por José Antonio Ardanza, el cual, pese a la escisión en su partido, lograría ser Lehendakari gracias al pacto de legislatura con el PSE.

### Fundación del Partido Popular 1989
El Partido Popular nacería en enero de 1989 por la refundación de Alianza Popular, a la que se reincorpora la mayor parte de los miembros de Democracia Cristiana (antes PDP) y Partido Liberal y más adelante, en 1991 se integraran también los Centristas de Galicia y Unión del Pueblo Navarro. En el País Vasco, el entonces diputado del Partido Popular por Vizcaya, Jaime Mayor Oreja, fue elegido en febrero de 1990 por la Junta Directiva Nacional de su partido presidente de la gestora del PP en el País Vasco con la intención de reorganizar el partido y zanjar la crisis interna originada después de la dimisión, unos meses antes de José Eugenio Azpiroz y de Julen Guimón, presidente y secretario regional respectivamente así como también, la dimisión de Pablo Mosquera que fundaría más adelante Unidad Alavesa. Esta gestora estaría formada por Fernando Maura, Ramón Rabanera, María José Lafuente, Julen Guimón, José Manuel Baquero y los presidentes provinciales de cada una de las provincias, que en aquellos años eran Gregorio Ordóñez por Guipúzcoa, Antonio Merino por Vizcaya y Enrique Villar por Guipúzcoa. Antonio Merino sería una de las personas encargadas de reorganizar el partido tanto a nivel regional como en el ámbito provincial como referente del centro derecha no nacionalista en el País Vasco.

### Diputado en el Congreso de los Diputados en la IV Legislatura (1989-1993)
En las elecciones del 29 de octubre de 1989, el Partido Popular lograría dos diputados en el Congreso, uno por Vizcaya que sería Jaime Mayor Oreja y otro por Álava, José Manuel Barquero, no consiguiendo representación por Guipúzcoa. En estas elecciones, Antonio Merino que iba de número dos en la lista por Vizcaya, entraría a formar parte del Grupo Parlamentario Popular en el Congreso (GP) el 11/10/1990 como diputado por Vizcaya, sustituyendo a Jaime Mayor Oreja el cual había renunciado para presentarse como candidato a Lehendakari en las elecciones autonómicas del 28 de octubre de 1990. Antonio Merino causaría baja el 13 de abril de 1993 como consecuencia de la convocatoria de nuevas elecciones. Como miembro de la cámara fue Vocal de la Comisión de Economía, Comercio y Hacienda, Vocal de la Comisión de Régimen de las Administraciones Públicas, Vocal de la Comisión Mixta para el Estudio del Problema de la Droga y Ponente de la Ponencia Proyecto Ley Mediación Seguros Privados.

### Diputado en el Congreso de los Diputados en la V Legislatura (1993-1996)
En las elecciones celebradas el 6 de junio de 1993, el Partido Popular lograría cuatro representantes en el Congreso de los Diputados, uno por Álava, otro por Guipúzcoa y dos por Vizcaya. Por Álava saldría elegido Marcelino Oreja y por Guipúzcoa José Eugenio Azpiroz. La lista de Vizcaya sería encabezada por Francisco Javier Peón, yendo Antonio Merino de número dos. Tomó posesión del cargo el 21 de junio de 1993, formando parte del Grupo Parlamentario Popular en el Congreso (GP) hasta el 9 de enero de 1996 debido a la convocatoria de nuevas elecciones. Como miembro de la cámara fue Vocal de la Comisión de Régimen de las Administraciones Públicas, Vocal de la Comisión de Sanidad y Consumo, Secretario Primero de la Comisión Mixta para el Estudio del Problema de la Droga y Ponente de la Ponencia Proyecto de Ley de modificación de la Ley 9/87 sobre Elecciones de los representantes del personal de la Administración Pública.

### Diputado en el Congreso de los Diputados en la VI Legislatura (1996-2000)
Las elecciones generales del 3 de marzo de 1996, elecciones adelantadas debido a la ruptura del pacto de gobierno por parte de CIU con el PSOE, fueron las más reñida del período democrático de España hasta el momento. El PSOE de Felipe González, en el gobierno desde hacía 14 años, perdía las elecciones en favor del Partido Popular de José María Aznar. En estas elecciones, en lo que al País Vasco se refiere, el PP lograría 5 diputados, dos por Álava, uno por Guipúzcoa y dos por Vizcaya. La lista de esta última sería encabezada por Francisco Javier Peón con un Antonio Merino que sería el siguiente en la lista, saliendo elegido como diputado al congreso, cargo que juraría el cargo el 26 de marzo de 1996 causando baja el 18 de enero del 2000. Los cabezas de lista por las otras dos provincias serían Ramón Rabanera por la circunscripción de Álava y José Eugenio Azpiroz por la de Guipúzcoa. Durante esta legislatura, Antonio Merino formaría parte de la organización de la cámara como Vocal de la Comisión de Infraestructuras y Medio Ambiente Vocal de la Comisión de Infraestructuras Vocal de la Comisión de Régimen de las Administraciones Públicas Portavoz de la Comisión de Reglamento Ponente de la Ponencia para la modificación artículo 8 Ley contrato seguro (121/22).

### Diputado en el Congreso de los Diputados en la VII Legislatura (2000-2004)
En estas elecciones del 12 de marzo del 2000, el Partido Popular de José María Aznar, obtuvo mayoría absoluta en el Congreso de los Diputados. En el País Vasco, el PP conseguiría siete representantes siendo la fuerza más votada en Álava y la segunda en Vizcaya y Guipúzcoa. En lo que a la lista de Vizcaya se refiere, saldrían elegidos Jaime Mayor que encabezaba la lista, seguido por Antonio Merino y por Marisa Arrúe. En esta legislatura, Merino sería Vocal de la Comisión de Infraestructuras desde el 10/05/2000 al 20/01/2004, Vocal de la Comisión de Régimen de las Administraciones Públicas, Vicepresidente Primero de la Comisión de Régimen de las Administraciones Públicas y Portavoz de la Comisión de Reglamento. Causaría baja el 20 de enero de 2004 como consecuencia de la convocatoria de nuevas elecciones. Esta VII Legislatura sería la última en la cual Antonio Merino se presentaría como candidato.

### Raíces de Libertad
Además de la faceta política, Antonio Merino ha participado junto con Álvaro Chapa Imaz en la redacción de “Raíces de Libertad”, libro que narra la historia de veintidós personas pertenecientes a los partidos de centro derecha que han constituido el actual Partido Popular del País Vasco, asesinadas por ETA.

## Obras
- MERINO, A., CHAPA, A., Raíces de Libertad. pp. 127-139. FPEV (2011). ISBN 978-84-615-0648-4